# 百水橋駅
百水橋駅（ひゃっすいきょうえき）は、中華人民共和国江蘇省南京市棲霞区寧杭公路と馬高路の交差点にある、南京地下鉄S6号線の駅である。

## 駅名
駅名については、事業着手当初は南京地下鉄集団は「百水橋駅」の仮称を用いており、2020年7月2日に「百水橋駅」を駅名として第一次公示され、2020年8月17日に駅名が「百水橋駅」に決定したことが発表された。

## 歴史
- 2021年12月28日S6号線の駅として開業。

## 駅構造

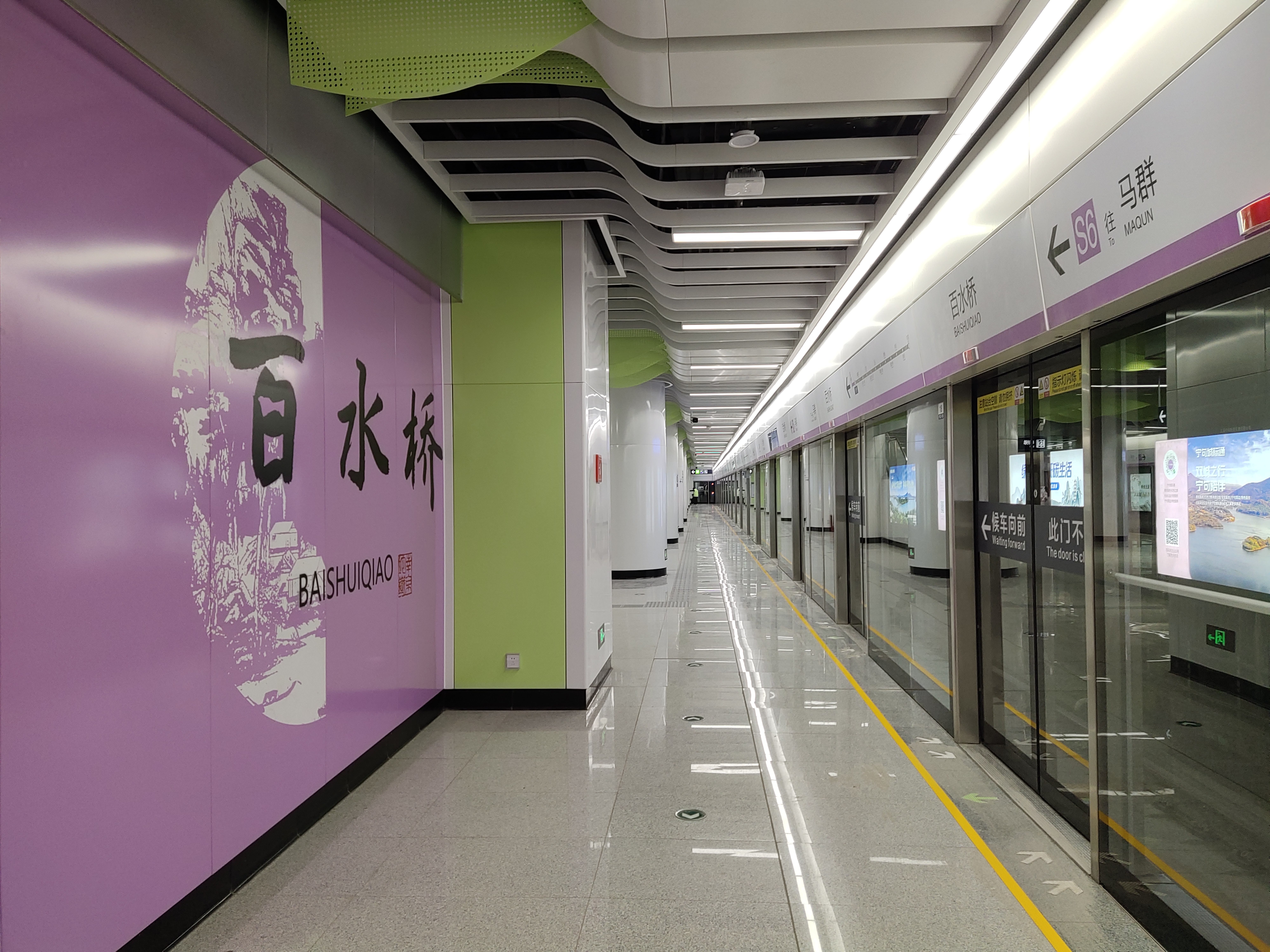
ホーム

島式ホーム1面2線の地下2層構造の駅である。

### のりば
| 番線 | 路線             | 方面                                 | 行先     |
| ---- | ---------------- | ------------------------------------ | -------- |
|      | 南京地下鉄S6号線 | 馬群・顧家営・晏公廟 方面            | 長巷行き |
|      | 南京地下鉄S6号線 | 南京猿人洞・湯山・泉都大街・句容方面 | 茅山行き |

## 駅周辺
- 南京交通技師学院
- 中国石化給油所

## 隣の駅
南京地下鉄
■S6号線
馬群駅- 百水橋駅 - 麒麟門駅